# Államok vezetőinek listája 867-ben
Ezen az oldalon az i. sz. 867-ben fennálló államok vezetőinek névsora olvasható földrészek, majd országok szerinti bontásban.

## Európa
- Asztúriai Királyság
  - Király: III. Alfonz (866–910)
- Beneventói Hercegség
  - Herceg: Adelchis (854–878)
- Bizánci Birodalom
  - Császár: III. Mikhaél (842–867)
  - Császár: I. Baszileosz (867–886)
- Bolgár Kánság
  - Kán: I. Borisz (852–889)
- Breton Hercegség
  - Herceg: Salomon (857-874)
- Córdobai Emirátus
  - Emír: I. Muhammad (852–886)
- Cseh Fejedelemség
  - Fejedelem: I. Bořivoj (867–889)
- Nyugati Frank Királyság
  - Király: II. Károly (843–877)
  - Toulouse-i Grófság
    - Gróf: II. Bernard (864–872)

  - Flandriai Grófság
    - Őrgróf: I. Balduin (862-879)
- Itáliai Királyság
  - Császár: II. Lajos (855–875)
  - Spoletói Hercegség
    - Herceg: I. Lambert (860-871)

  - Toszkánai Őrgrófság
    - Őrgróf: I. Adalbert (847-886)
- Lotharingiai Királyság
  - Király: II. Lothár (855–869)
- Keleti Frank Királyság
  - Király: II. Lajos (843–876)
  - Szászország
    - Gróf: Brun (866–880)
- Morvák
  - Fejedelem: Rasztiszlav (846–870)
- Navarra
  - Király: I. García (851-882)
- Nápolyi Hercegség
  - Herceg: III. Gergely (864/865–870)
- Novgorodi Fejedelemség
- Fejedelem: Rurik (862–879)
- Pápai Állam
  - Pápa: I. Miklós (858–867)
  - Pápa: II. Adorján (867–872)
- Salernói Hercegség
  - Herceg: Guaifer (861-880)
- Szerbek
  - Fejedelem: Mutimir (851-891)
- Velencei Köztársaság
  - Dózse: I. Orso Participazio (864–881)

### Britannia
- Gwynedd
  - Király: Rhodri Mawr (844–878)
- Kelet-angliai Királyság
  - Király: Edmund (855–869)
- Mercia
  - Király: Burgred (852–874)
- Northumbria
  - Király: Ælle (862–867)
  - Király: I. Ecgberht (867–872)
- Powys
  -     - Herceg: Rhodri Mawr (854–878)
- Skót Királyság
  - Király: I. Konstantin (863–877)
- Strathclyde
  - Király: Artgal (kb. 840–872)
- Wessexi Királyság
  - Király: I. Æthelred (865–871)

## Ázsia
- Abbászida Kalifátus
  - Kalifa: Al-Mutazz (866–869)
- India
  - Anuradhapura
    - Király: II. Szena (866-901)

  - Csóla Birodalom
    - Király: Vidzsajálaja (848–881)

  - Karkota-dinasztia
    - Király: Csipjata-Dzsajapida (832–885)

  - Pallava
    - Király: Nirupathungan (850–882)

  - Pándja-dinasztia
    - Király: III. Varagunavarman (862–880)

  - Pratihara-dinasztia
    - Király: Mihira Bhodzsa (836–885)

  - Rástrakúta-dinasztia
    - Király: I. Amoghavarsa (814–878)
- Japán
  - Császár: Szeiva (858–876)
- Khmer Birodalom
  - Király: III. Dzsajavarman (850–877)
- Kína (Tang-dinasztia)
  - Császár: Tang Ji-cung (859–873)
- Korea
  - Silla
    - Király: Kjongmun (861–875)

  - Palhe
    - Király: Te Gonhvang 	(857–871)
- Mataram
  - Király: Rake Kajuvani (855-885)
- Nancsao
  - Császár: Shilong (859–877)
- Pagani Királyság
  - Király: Pjinbja (846–878)
- Szaffáridák
  - Emír: Jakúb ibn al-Lajsz al-Szaffár (861–879)

## Afrika
- Aglabidák
  - Emír: II. Abu al-Garanik Muhammad (863–875)
- Idríszidák
  - Emír: II. Ali ibn Omar (866–kb. 885)
- Rusztamidák
  - Imám: Aflah ibn Abd al-Vahháb (824–872)

## Fordítás
- Ez a szócikk részben vagy egészben  a   Liste der Staatsoberhäupter 867 című német Wikipédia-szócikk ezen változatának fordításán alapul.  Az eredeti cikk szerkesztőit annak laptörténete sorolja fel. Ez a jelzés csupán a megfogalmazás eredetét és a szerzői jogokat jelzi, nem szolgál a cikkben szereplő információk forrásmegjelöléseként.